# Bonjour Vietnam
Bonjour Vietnam est une chanson composée par Marc Lavoine, co-écrite par Lavoine et Yvan Coriat, et enregistrée par la chanteuse belge d’origine vietnamienne Quỳnh Anh. Lavoine dit qu’il a été impressionné par le charme et le talent de Quỳnh Anh et touché par le sentiment d’une petite fille qui n’a jamais vu son pays natal ; il écrit la chanson pour elle. Le contenu de la chanson parle de la nostalgie d’un Vietnamien d’outre-mer pour son pays natal.

## Popularité
La chanson est diffusée malencontreusement sur Internet,,. Ce qui n'est qu’une démo provoque dès le Têt 2006 un énorme « buzz » auprès des Vietnamiens de la diaspora et du pays,. Thúy Nga Productions présente la chanson dans plusieurs spectacles pour les Vietnamiens d’outre-mer à travers le monde. 
Fin 2007, en raison de sa popularité, la chanson est traduite en anglais par Guy Balbaert sous le nom Hello Vietnam (à ne pas confondre avec la chanson Hello Vietnam (en) écrite par Tom T. Hall et enregistrée par Johnnie Wright (en) en 1965). Hello Vietnam est édité par Decca Records, filiale d’Universal Music Group et est vue plusieurs millions de fois sur YouTube et rencontre le succès au Viêt Nam. À ce propos, le journaliste Jean-François Lauwens déclare que « le régime communiste de Hanoi a récupéré la chanson à des fins de propagande ». En mai 2008, Quỳnh Anh fait une apparition spéciale en chantant la chanson Hello Vietnam dans le spectacle Paris By Night 92 de Thúy Nga. La chanson a par la suite été reprise en vietnamien sous le nom Xin Chào Việt Nam.